# Australië op de Olympische Winterspelen 2010

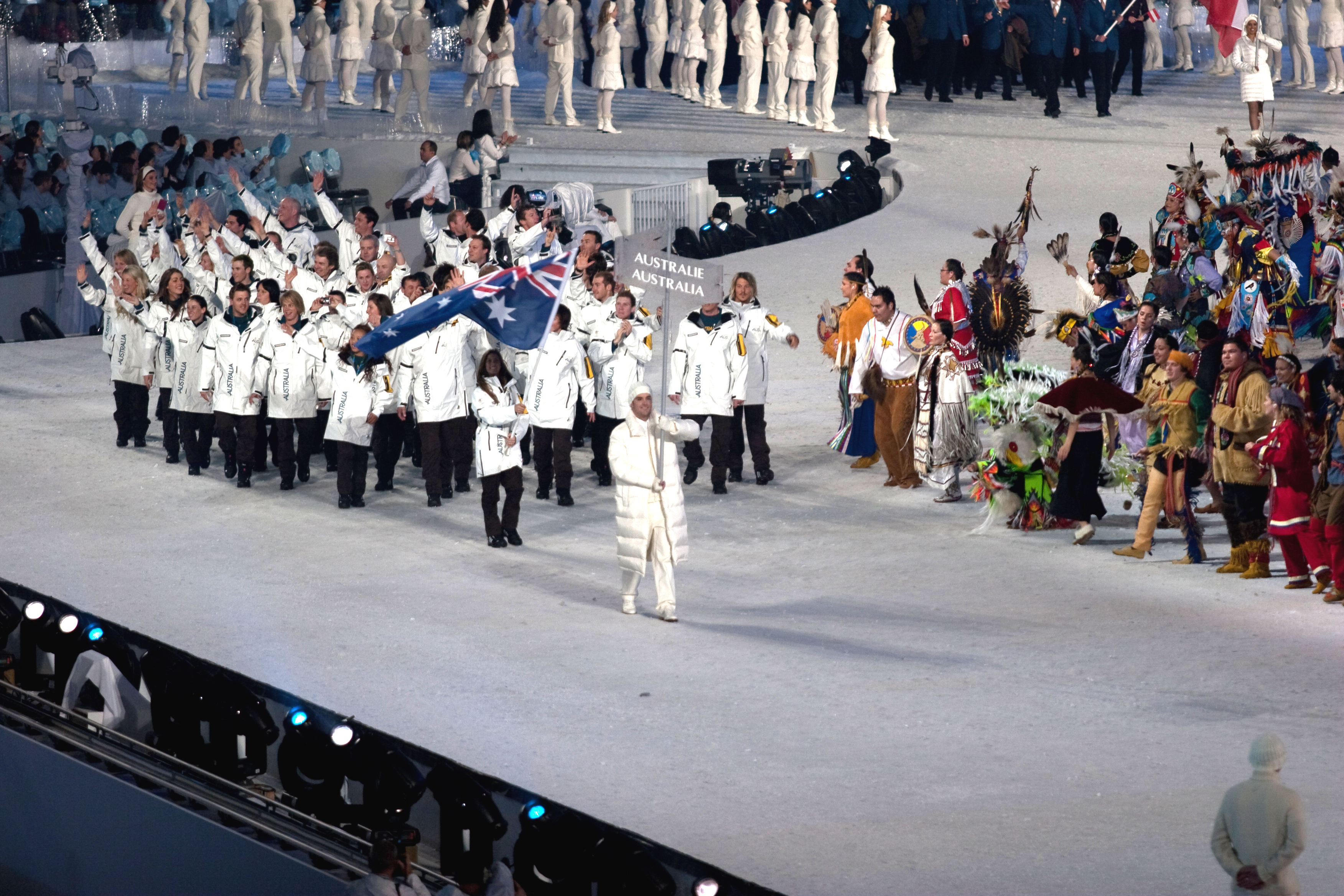
Het team van Australië bij de opening

Tijdens de Olympische Winterspelen van 2010, die in Vancouver (Canada) werden gehouden, nam Australië voor de zeventiende keer deel aan de Winterspelen.

## Medailleoverzicht
| Sport          | Olympiër        | Discipline   | Medaille |
| -------------- | --------------- | ------------ | -------- |
| Freestyleskiën | Lydia Lassila   | aerials (v)  | Goud     |
| Snowboarden    | Torah Bright    | halfpipe (v) | Goud     |
| Freestyleskiën | Dale Begg-Smith | moguls (m)   | Zilver   |

## Deelnemers en resultaten
(m) = mannen, (v) = vrouwen 

### Alpineskiën
| Olympiër     | Discipline   | Resultaat | Prestatie       |
| ------------ | ------------ | --------- | --------------- |
| Craig Branch | afdaling (m) | 34e       | 1.57,19 (+2,88) |
| Craig Branch | super g (m)  | 29e       | 1.32,89 (+2,55) |
| Jono Brauer  | afdaling (m) | 38e       | 1.58,08 (+3,77) |
| Jono Brauer  | super g (m)  | 30e       | 1.32,92 (+2,58) |

### Biatlon
| Olympiër        | Discipline            | Resultaat | Prestatie                                 |
| --------------- | --------------------- | --------- | ----------------------------------------- |
| Alexei Almoukov | 10 km sprint (m)      | 87e       | 30.57,9 (+6.50,1) pen.: 4 (3 + 1)         |
| Alexei Almoukov | 20 km individueel (m) | 78e       | 57.37,6 (+9.15,1) pen.: 4 (1 + 1 + 2 + 0) |

### Bobsleeën
| Olympiër                                           | Discipline                   | Resultaat | Prestatie                                                                         |
| -------------------------------------------------- | ---------------------------- | --------- | --------------------------------------------------------------------------------- |
| Jeremy Rolleston Duncan Harvey                     | tweemansbob (m) Australië I  | DNF-1     | run 1: niet gefinisht                                                             |
| Christopher Spring Duncan Michael Pugh             | tweemansbob (m) Australië II | 22e       | run 1: 53,14 run 2: 54,41 run 3: 53,18 run 4: niet gekwalificeerd totaal: 2.40,73 |
|                                                    |                              |           |                                                                                   |
| Astrid Loch-Wilkinson Cecilia Mcintosh Australië I | tweemansbob (v)              | 19e       | run 1: 54,85 run 2: 54,66 run 3: 55,16 run 4: niet gekwalificeerd totaal: 2.44,57 |

De vier bemanningsleden van de beide tweemansbobs trokken zich terug voor de wedstrijd in de viermansbob.

### Freestyleskiën
| Olympiër          | Discipline    | Resultaat | Prestatie                                                                                          |
| ----------------- | ------------- | --------- | -------------------------------------------------------------------------------------------------- |
| David Morris      | aerials (m)   | 13e       | kwalificatie: 13e met 221,02 punten (105,09 + 115,93)                                              |
| Dale Begg-Smith   | moguls (m)    | Zilver    | kwalificatie: 15e met 23,52 punten finale: 26,58 punten                                            |
| Ramone Cooper     | moguls (m)    | 27e       | kwalificatie: 27e met 21,11 punten                                                                 |
| Scott Kneller     | ski cross (m) | 7e        | kwalificatie: 12e in 1.13,85 achtste finale: 2e kwartfinale: 2e halve finale: 3e kleine finale: 3e |
|                   |               |           | |
| Jacqui Cooper     | aerials (v)   | 5e        | kwalificatie: 11e met 162,99 punten (87,88 + 75,11) finale: 194,29 punten (90,82 + 103,47)         |
| Elizabeth Gardnet | aerials (v)   | 12e       | kwalificatie: 10e met 164,60 punten (89,00 + 75,60) finale: 86,70 punten (63,09 + 23,61)           |
| Lydia Lassila     | aerials (v)   | Goud      | kwalificatie: 9e met 167,55 punten (85,65 + 81,90) finale: 214,74 punten (106,25 + 108,49)         |
| Bree Munro        | aerials (v)   | 18e       | kwalificatie: 18e met 143,46 punten (74,37 + 69,09)                                                |
| Britteny Cox      | moguls (v)    | 23e       | kwalificatie: 23e met 19,87 punten                                                                 |
| Katya Crema       | ski cross (v) | 15e       | kwalificatie: 17e in 1.20,19 achtste finale: 2e kwartfinale: 3e                                    |
| Jenny Owens       | ski cross (v) | 13e       | kwalificatie: 15e (1.19,80) achtste finale: 2e kwartfinale: 3e                                     |

### Kunstrijden
| Olympiër     | Discipline | Resultaat | Prestatie                                                             |
| ------------ | ---------- | --------- | --------------------------------------------------------------------- |
| Cheltzie Lee | vrouwen    | 20e       | korte kür: 52,16 punten vrije kür: 86,00 punten totaal: 138.16 punten |

### Langlaufen
| Olympiër            | Discipline                      | Resultaat | Prestatie                     |
| ------------------- | ------------------------------- | --------- | ----------------------------- |
| Paul Murray         | sprint individueel klassiek (m) | 55e       | kwalificatie: 3.52,96         |
| Ben Sim             | 15 km vrije stijl (m)           | 45e       | 35.48,6                       |
| Ben Sim             | 30 km achtervolging (m)         | 47e       | 1:23.25,8                     |
| Ben Sim Paul Murray | teamsprint (m)                  | 20e       | halve finale 2: 19.57,0 (10e) |
|                     |                                 |           |                               |
| Esther Bottomley    | sprint individueel klassiek (v) | 50e       | kwalificatie: 4.05,12         |

### Rodelen
| Olympiër             | Discipline | Resultaat | Prestatie                                                                                        |
| -------------------- | ---------- | --------- | ------------------------------------------------------------------------------------------------ |
| Hannah Campbell-Pegg | Enkel (v)  | 23e       | run 1: 42,527 (25e) run 2: 42,570 (26e) run 3: 42,606 (21e) run 4: 42,519 (21e) totaal: 2.50,222 |

### Schaatsen
| Olympiër    | Discipline | Resultaat | Prestatie                                                   |
| ----------- | ---------- | --------- | ----------------------------------------------------------- |
| Sophie Muir | 500 m (v)  | 29e       | omloop 1: 39,649 (31e) omloop 2: 39,400 (27e) totaal: 79,04 |
| Sophie Muir | 1000 m (v) | 30e       | 1.18,79                                                     |

### Shorttrack
| Olympiër            | Discipline | Resultaat | Prestatie |
| ------------------- | ---------- | --------- | --- |
| Lachlan Hay         | 1000 m (m) | 26e       | voorronde 8: 1.26,132 (4e)                                                                                    |
|                     |            |           | |
| Tatjana Borodoelina | 500 m (v)  | 21e       | voorronde 2: 44,901 (3e)                                                                                      |
| Tatjana Borodoelina | 1000 m (v) | 7e        | voorronde 3: 1.32,509 (1e) kwartfinale 4: 1.32,465 (2e) halve finale 1: 1.29,663 (3e) B-finale: 1.32,661 (4e) |
| Tatjana Borodoelina | 1500 m (v) | 11e       | voorronde 5: 2.27,408 (2e) halve finale 3: 2.21,617 (4e) B-finale: 2.43,051 (3e)                              |

### Skeleton
| Olympiër           | Discipline | Resultaat | Prestatie                                                                                           |
| ------------------ | ---------- | --------- | --------------------------------------------------------------------------------------------------- |
| Anthony Deane      | mannen     | 23e       | run 1: 54,55 (24e) run 2: 54,12 (21e) run 3: 54,68 (25e) run 4: niet gekwalificeerd totaal: 2.43,35 |
|                    |            |           | |
| Melissa Hoar       | vrouwen    | 12e       | run 1: 54,73 (12e) run 2: 54,48 (8e) run 3: 54,48 (10e) run 4: 54,53 (12e) totaal: 3.38,22          |
| Emma Lincoln-Smith | vrouwen    | 10e       | run 1: 54,28 (6e) run 2: 54,41 (7e) run 3: 54,54 (11e) run 4: 54,40 (10e) totaal: 3.37,63           |

### Snowboarden
| Olympiër         | Discipline               | Resultaat | Prestatie |
| ---------------- | ------------------------ | --------- | --- |
| Damon Hayler     | cross (m)                | 10e       | kwalificatie: 9e in 1.21,81 achtste finale 2: 2e kwartfinale 1: 4e                                                          |
| Alex Pullin      | cross (m)                | 17e       | kwalificatie: 1e in 1.20,15 achtste finale 1: 3e                                                                            |
| Ben Mates        | halfpipe (m)             | 17e       | kwalificatie 1: 9e met 29,6 punten (28,3 en 29,6) halve finale: 11e met 27,5 punten (3,6 en 27,5)                           |
| Scotty James     | halfpipe (m)             | 21e       | kwalificatie 2: 12e met 28,2 punten (7,6 en 28,2)                                                                           |
|                  |                          |           | |
| Stephanie Hickey | cross (v)                | 18e       | kwalificatie: 18e in 1.35,26                                                                                                |
| Torah Bright     | halfpipe (v)             | Goud      | kwalificatie: 1e met 45,8 punten (41,3 en 45,8) finale: 45,0 punten (5,9 en 45,0)                                           |
| Holly Crawford   | halfpipe (v)             | 8e        | kwalificatie: 7e met 39,5 punten (38,6 en 39,5) halve finale: 41,7 punten (17,3 en 41,7) finale: 30,3 punten (23,9 en 30,3) |
| Joh Shaw         | parallelreuzenslalom (v) | 19e       | kwalificatie: 19e in 1.26,10                                                                                                |

Albanië · Algerije · Andorra · Argentinië · Armenië · Australië · Azerbeidzjan · België · Bermuda · Bosnië en Herzegovina · Brazilië · Bulgarije · Canada · Chili · China · Chinees Taipei · Colombia · Cyprus · Denemarken · Duitsland · Estland · Ethiopië · Finland · Frankrijk · Georgië · Ghana · Griekenland · Groot-Brittannië · Hongarije · Hongkong · Ierland · IJsland · India · Iran · Israël · Italië · Jamaica · Japan · Kaaimaneilanden · Kazachstan · Kirgizië · Kroatië · Letland · Libanon · Liechtenstein · Litouwen · Macedonië · Marokko · Mexico · Moldavië · Monaco · Mongolië · Montenegro · Nederland · Nepal · Nieuw-Zeeland · Noord-Korea · Noorwegen · Oekraïne · Oezbekistan · Oostenrijk · Pakistan · Peru · Polen · Portugal · Roemenië · Rusland · San Marino · Senegal · Servië · Slovenië · Slowakije · Spanje · Tadzjikistan · Tsjechië · Turkije · Verenigde Staten · Wit-Rusland · Zuid-Afrika · Zuid-Korea · Zweden · Zwitserland